# 三民溪
三民溪，又稱為東安溪、水流東溪，全長9公里，是臺灣北部的一條河川，位於桃園市復興區與大溪區交界處，為大漢溪流域的支流，也是石門水庫集水區。發源於大溪區白石山東側，向南流經復興區三民里後，轉向西南流，最後注入石門水庫。

## 流域景點
- 基國派老教堂
- 三民蝙蝠洞